# Maria Aida Episcopo
Maria Aida Tatiana Episcopo, detta Marida (Foggia, 31 marzo 1963), è una politica italiana, sindaca di Foggia dal 27 ottobre 2023.

## Biografia
Maria Aida Episcopo nasce a Foggia il 31 marzo 1963. È sposata con un ingegnere, docente di matematica, e ha due figli.
Episcopo ha conseguito quattro lauree: in scienze motorie presso l'Università dell'Aquila, in pedagogia presso la Federico II di Napoli, in scienze politiche all'Università di Bari e una laurea magistrale in psicologia comportamentale all'Università telematica Giustino Fortunato. Inoltre ha successivamente conseguito diplomi di perfezionamento e specializzazione post lauream prima in Lettere e Filosofia e poi in Giornalismo e Comunicazioni di Massa presso l'Università degli Studi di Bari e "La Sapienza" di Roma.
Tra il 1984 e il 2007 ha insegnato dapprima educazione fisica e in seguito discipline giuridiche ed economiche, filosofia e scienze dell'educazione presso varie scuole secondarie della provincia di Foggia. Dal 2001 è dirigente scolastico, dal 2007 a tempo indeterminato.
Dal 2012 al 2014 ha ricoperto la carica di assessora all'istruzione nella giunta di centro-sinistra guidata da Gianni Mongelli.
Nel 2016 l'Episcopo ha assunto la carica di dirigente dell’Ufficio Scolastico Regionale (USR) di Foggia.
Nel 2017 è risultata prima classificata nella graduatoria di merito per l'esercizio delle funzioni di giudice onorario minorile presso il tribunale di Bari, procedura selettiva indetta dal Consiglio superiore della magistratura.
È iscritta quale Revisore Contabile del MIUR e svolge funzioni in diversi nuclei di valutazione delle prestazioni dirigenziali.

### Sindaca di Foggia
In vista delle elezioni amministrative del 2023, indette dopo diciotto mesi di amministrazione straordinaria, viene indicata dal Movimento 5 Stelle come candidata sindaca di Foggia, a capo di una larga coalizione di centro-sinistra, composta da: Movimento 5 Stelle, Partito Democratico, Con Foggia, Tempi Nuovi per Foggia (sostenuta da Azione e Italia Viva), Popolari per Foggia (sostenuta da Noi di Centro), L'Italia del Meridione, Riscossa Civile (sostenuto dal PSI e Europa Verde), Nessuno Escluso, Comunità Politica per Foggia (sostenuto da Sinistra Italiana) e Noi Popolari.
Alla tornata elettorale risulta eletta al primo turno con il 52,78% dei voti, diventando così la prima donna sindaca della città di Foggia.